# Raión de Vérjniaya Java
El raión de Vérjniaya Java (ruso: Верхнеха́вский райо́н) es un distrito administrativo y municipal (raión) ruso perteneciente a la óblast de Vorónezh. Se ubica en el norte de la óblast. Su capital es Vérjniaya Java.
En 2021, el raión tenía una población de 23 058 habitantes.
El raión es limítrofe al norte con la óblast de Lípetsk. En la parte occidental del raión se incluye parte de la periferia nororiental de la capital regional Vorónezh, si bien la zona no está urbanizada, ya que un zakáznik cubre gran parte del área. El territorio del raión está completamente formado por localidades rurales.

## Subdivisiones
Comprende 65 localidades rurales, agrupadas en los siguientes 17 asentamientos rurales:
- Aleksándrovka
- Bolshaya Priválovka
- Vérjniaya Lugovatka
- Vérjniaya Maza
- Vérjniaya Plávitsa
- Vérjniaya Java (la capital)
- Málaya Priválovka
- Mali Samovets
- Nizhniaya Baigora
- Parízhskaya Komuna
- Pliasovatka
- Právaya Java
- Semiónovka
- Vishniovka
- Sujiye Gai
- Ugliánets
- Shukavka